# Sint-Catharinacollege
Het Sint-Catharinacollege is een katholieke school in Geraardsbergen te België. Het college was tot schooljaar 2012-2013 de enige onderwijsinstelling in België die nog werd geleid door een principaal.

## Geschiedenis
In 1437 stichtten de Broeders van het Gemene Leven uit Deventer en Zwolle een Latijnse school in Geraardsbergen. Enkele eeuwen later, in 1629, namen monniken van de Sint-Adriaansabdij de school over. Zij breidden de school uit met enkele gebouwen die ook nu nog deel uitmaken van het instituut. Na de Franse Revolutie werd de school in 1796 gesloten, evenals de naastgelegen abdij. Het duurde tot 1823 eer de school heropend werd. Het instituut vond onderdak in een leegstaand klooster naast de Sint-Catharinakerk. In 1850 werd het college overgedragen aan het bisdom Gent.
Tot 1964 was het Sint-Catharinacollege een jongensschool met één studierichting: een klassieke humaniora. Daarna werden meisjes toegelaten en werd het studieaanbod uitgebreid in 1969 met een handelsafdeling. In 1995 volgde een fusie met het Technisch Instituut Maria-Jozef en kwamen er ook TSO- en BSO- studierichtingen in het aanbod. Tegenwoordig telt het college meer dan 1.000 leerlingen, vier campussen en zeventien studierichtingen.
De school heeft een eigen kerk, de Sint-Catharinakerk van 1640, met een barokke voorgevel en een bekroonde vierkante toren. In de jaren 1990 werd ze volledig gerenoveerd. In de kerk hangt het 17de-eeuwse schilderij Sint-Catharina onder het Kruis door Gaspar de Crayer. Het meubilair is 18de-eeuws.

## Bekende alumni
- Frans Hemerijckx (1902), leproloog en grondlegger van de moderne leprabestrijding
- Louis O.J. De Wilde (1905), ingenieur en hoogleraar tropische landbouw Rijksuniversiteit Gent en Katholieke Universiteit Leuven. Pionier van het landbouwonderwijs in Kongo.
- Pieter De Somer, hoogleraar, medicus, bioloog en eerste rector van de zelfstandige Nederlandstalige Katholieke Universiteit Leuven
- Roger Blanpain (1932), decaan Rechtsfaculteit Katholieke Universiteit Leuven
- Luc De Hovre, s.j. hulpbisschop emeritus van Mechelen-Brussel
- Roger Blanpain, jurist
- André Van Oudenhove, procureur-generaal
- Paul Van den Berghe (1933), bisschop van Antwerpen
- Herman De Dijn (Galmaarden, 1943), professor ordinarius in de geschiedenis van de wijsbegeerte aan de Katholieke Universiteit Leuven
- Baron Herman Vanden Berghe, ere-vicerector, hoogleraar erfelijkheidsleer, Katholieke Universiteit Leuven
- Johan Van Hecke, Open Vld-politicus
- Annemie Turtelboom, Open Vld-politica
- Lisbeth Imbo (1976), radio- en televisiepresentatrice
- Soetkin Baptist (1985), zangeres van de groepen Ishtar, Olla Vogala en Encantar
- Hendrik Vuye, hoogleraar constitutioneel recht in Namen

## Bekende leraars
- Jan De Cooman (1893-1949), kunstschilder
- Marc Caudron (Dendermonde 5 september 1929 - 23 maart 2006) was een hoogleraar, theoloog en rooms-katholiek priester
- Ferdi Van den Haute (Deftinge, 25 juni 1952) is een voormalig Belgisch wielrenner.

## Principaals
- Marinus Van Durme (1796-1857), was eveneens geestelijk directeur van de priorij van Hunnegem (1828-1840)
- Cornelius Meul (1802-1875)
- Carolus D'Hooge (1825-1887)
- Joannes Brys (1832-1885)
- De Corte César (1859-1930)
- Carolus Massez (1843-1919)
- Frans Redant (1871-1938)
- Karel De Vos (1872-1957)
- Frederic D'Hollander (1881-1945)
- Gerard Vanovermeire (1900-1980)
- Jef Sterck (1913-1991)
- Flor Adriaens (1924-2005)
- Dirk Van Kerchove (1984-2012)